# Люмікан
Люмікан (англ. Lumican) – білок, який кодується геном LUM, розташованим у людей на короткому плечі 12-ї хромосоми.  Довжина поліпептидного ланцюга білка становить 338 амінокислот, а молекулярна маса — 38 429.
| 10         |  | 20         |  | 30         |  | 40         |  | 50         |
| ---------- |  | ---------- |  | ---------- |  | ---------- |  | ---------- |
| MSLSAFTLFL |  | ALIGGTSGQY |  | YDYDFPLSIY |  | GQSSPNCAPE |  | CNCPESYPSA |
| MYCDELKLKS |  | VPMVPPGIKY |  | LYLRNNQIDH |  | IDEKAFENVT |  | DLQWLILDHN |
| LLENSKIKGR |  | VFSKLKQLKK |  | LHINHNNLTE |  | SVGPLPKSLE |  | DLQLTHNKIT |
| KLGSFEGLVN |  | LTFIHLQHNR |  | LKEDAVSAAF |  | KGLKSLEYLD |  | LSFNQIARLP |
| SGLPVSLLTL |  | YLDNNKISNI |  | PDEYFKRFNA |  | LQYLRLSHNE |  | LADSGIPGNS |
| FNVSSLVELD |  | LSYNKLKNIP |  | TVNENLENYY |  | LEVNQLEKFD |  | IKSFCKILGP |
| LSYSKIKHLR |  | LDGNRISETS |  | LPPDMYECLR |  | VANEVTLN   |  |            |

A: Аланін

C: Цистеїн

D: Аспарагінова кислота

E: Глутамінова кислота

F: Фенілаланін

G: Гліцин

H: Гістидин

I: Ізолейцин

K: Лізин

L: Лейцин

M: Метіонін

N: Аспарагін

P: Пролін

Q: Глутамін

R: Аргінін

S: Серин

T: Треонін

V: Валін

W: Триптофан

Локалізований у позаклітинному матриксі.
Також секретований назовні.